# Словенска Нова Вес
Словенска Нова Вес (слч. Slovenská Nová Ves) насељено је мјесто са административним статусом сеоске општине (слч. obec) у округу Трнава, у Трнавском крају, Словачка Република.

## Становништво
| Година:    | 1994. | 2004.   | 2014.    | 2024.    |
| ---------- | ----- | ------- | -------- | -------- |
| Број људи: | 453   | 427     | 484      | 555      |
| Разлика:   |       | -5,73 % | +13,34 % | +14,66 % |

| Година:    | 2023. | 2024.   |
| ---------- | ----- | ------- |
| Број људи: | 538   | 555     |
| Разлика:   |       | +3,15 % |

Према подацима о броју становника из 2023. године насеље је имало 548 становника.